# Arrondissement di Abbeville
L'arrondissement di Abbeville è una suddivisione amministrativa francese, situata nel dipartimento della Somme e nella regione dell'Alta Francia.

## Composizione
L'arrondissement di Abbeville raggruppa 169 comuni in 12 cantoni:
- cantone di Abbeville-Nord
- cantone di Abbeville-Sud
- cantone di Ailly-le-Haut-Clocher
- cantone di Ault
- cantone di Crécy-en-Ponthieu
- cantone di Friville-Escarbotin
- cantone di Gamaches
- cantone di Hallencourt
- cantone di Moyenneville
- cantone di Nouvion
- cantone di Rue
- cantone di Saint-Valery-sur-Somme